# Roland Castro (photographe)
 (mars 2009).
Si vous disposez d'ouvrages ou d'articles de référence ou si vous connaissez des sites web de qualité traitant du thème abordé ici, merci de compléter l'article en donnant les références utiles à sa vérifiabilité et en les liant à la section « Notes et références ».
Pour les articles homonymes, voir Castro et Roland Castro.
Roland Castro, né le 7 février 1948 et mort le 3 août 2005, est un photographe belge liégeois.
Il a créé des œuvres photographiques différentes par la technique mise en œuvre (gomme bichromatée) et les sujets photographiés (pierres, coquillages…). Peu préoccupé par la simple représentation réaliste des choses, Roland Castro a axé son œuvre sur la matière, le jeu des ombres et de la lumière. 
Dans son atelier de Haneffe, il a fait revivre (et sans doute amélioré) un procédé ancien de tirage photographique au bichromate, pigment et gomme arabique. Cette technique donne une dimension exceptionnelle à ses photos. Ses photographies sont le plus souvent imprimées sur papier de soie ou papier japonais ce qui permet la mise en valeur des ombres. 
Au sommet de son art, le photographe Roland Castro mettait en œuvre une approche esthétique proche de l'art pictural.
Le photographe belge a développé « une idée esthétique et thématique qui se rapproche davantage de l'art pictural, à mi-chemin entre l'abstraction et l'art figuratif». 
Il a été professeur à l'École supérieure des Arts Saint-Luc à Liège en Belgique.
Ses photographies utilisent divers supports comme le papier dessin ou les tissus et se caractérisent par un noir intense.
Dans son enseignement de la photographie, Roland Castro, savait transmettre à ses étudiants la volonté d'explorer "le medium" photographique, de sortir du support classique. Aucune idée n'était exclue de l'aventure visuelle qu'était l'apprentissage du medium. 

## Expositions
1986
- Exposition collective, Musée d'Art moderne et d'Art contemporain (Liège)
- Exposition-concours, Centre Culturel de Hesbaye, Waremme
- Exposition personnelle, Galerie " Evasion", Waremme
- Exposition personnelle, Galerie " Saint-Luc", Liège Article dans "Rétro", publication des anciens de l'Athénée de Waremme

1987
- Exposition commandée par Kodak
- Exposition collective, Conseil Régional Wallon, Namur
- Exposition personnelle, "La Maison d'Images", Ferrières

1988
- Exposition personnelle, Galerie "Identités Wallonie-Bruxelles", Amay
- Exposition personnelle, Galerie " Close-Up, Anvers"
- Exposition conjointe, Centre culturel, Hasselt Acquisitions par la Bibliothèque nationale de Paris

1989
- Exposition personnelle, Galerie du "Château Mottin", Hannut
- Exposé, Salon Photographique, Neupré Article dans "Mise au Point" : Réflexion sur les procédés pigmentaires
- Exposition collective, Musée de la photographie Ken Damy, Brescia, Italie
- Exposition personnelle, Galerie Evasion, Waremme

1990
- Exposition conjointe, Galerie "Objektief", Enschede, Pays-Bas
- Exposition, Salon Photographique, Neuprè
- Exposition conjointe, "Galleria e Libreria d'ell Immagine", Milan, Italie
- Exposition personnelle, "Maison des Artistes et Artisans", Huy
- Invité d'honneur à l'émission de la RTBF, Jeunes solistes
- Acquisitions par la Bibliothèque nationale, Paris
- Collections permanentes de la Galerie "Portfolio", Londres

1991
- Exposé, Salon Photographique, Neupré
- Exposition collective, Hôtel de Ville, Bruxelles
- Exposition collective, Palais de Tokyo, Paris
- Article dans la revue photographique Contact :  Les Langages de la photographie
- Article dans la revue photographique Contact :  Approches photographiques

1992
- Acquisitions par la Bibliothèque nationale, Paris.
- Acquisitions par le Musée Nicéphore-Niépce, Chalon-sur-Saône.
- Publication dans la revue Recherche Photographique, Paris.
- Article dans la revue photographique "Contact","Photographier, c'est choisir"
- Exposition personnelle, galerie "Identités", Amay.
- Article dans la revue photographique Contact, « Coureur de fond »

1993
- Exposition personnelle, Galerie "Le Parvis", Tarbes, Pyrénées
- Exposition collective, au "Burg", Bruges
- Exposition collective, "Tour Romane", Amay

1994
- Exposition personnelle, Centre Culturel, Hasselt.
- Salon "Quadrassis", Galerie "Laetitia", Seraing
- Exposition collective, Galerie "Ojektief", Enschede, Pays-Bas.
- Exposition collective, 25 ans d' "Identité", Amay.
- Exposition collective, "Peaux de Terre, Peaux des Hommes", Espace "R", Amay.
- Exposition personnelle, Bibliothèque Nationale de France, Paris.
- Exposition personnelle, "Association Photographie E", Tarbes.
- Exposition collective, "Carte Blanche à Lucien Rama", Galerie "Lierhrman", Liège.

1995
- Exposition collective, Tour Romane, Amay.
- Exposition collective, Galerie "Budapest", Budapest.
- Publication dans Photodom, revue photographique, 1995/6, Taïwan.
- Publication dans Photographies magazine, juin 1995, Paris.
- Exposition personnelle, "Espace R", Amay.

1996
- Exposition personnelle, Galerie du "Forum", Toulouse.
- Exposition collective, Groupe "Quanta", Église Saint-André, Liège.
- Exposition collective, "Photographies Nouvelles", Centre Culturel, Visé.
- Exposition personnelle, Galerie d'Art Contemporain, Mourenx, Pyrénées.
- Exposition collective, "La photo dans tous ses états",  Bibliothèque municipale, Pau.
- Exposition personnelle, Galerie "Pégase", Limont.
- Exposition conjointe, Galerie "Evasion", Waremme.

1997
- Exposition collective, Groupe "Quanta", Église Saint-André, Liège.
- Exposition collective, "Gom en Pigment", Cultureel Centrum, Genk.
- Academisch Ziekenhuis, Maastricht.
- Centrum voor de Kunsten, Eindhoven.
- "Rencontre" à la Maison de la Culture de Metz.
- Publication dans Photodom, revue photographique, 1997/2, Taïwan.
- Exposition collective, Salon International de Recherche Photographique, Royan.
- Exposition personnelle, Galerie municipale, Sintra, Portugal.
- Exposition collective, "Courants d'Art", Poitiers.
- Exposition collective, "Recherches 97", villa Eksterrnest, Roulers.
- Exposition collective, invité d'honneur, Photo-club de Villers-le-Bouillet.
- Exposition personnelle, Centre culturel, Huy.

1998
- Exposition collective, "Souvenirs d'exposition", Galerie du Forum, Toulouse.
- Exposition collective, "Gom en Pigment", Centre Culturel, Léopoldsburg.
- Exposition collective, Galerie de la "Mostée", Huy.
- Exposition collective, M.S.P.D.C., Galerie de la "Mostée", Huy.
- Exposition collective,  "Marges", Maison de la Poésie, Amay.
- Exposition collective, "Hommage à la Femme", Galerie de la Mostée, Huy.
- Exposition "Quanta", hôtel du Cloître, Arles.
- Exposition  collective, "Couleurs en Val Mosan", Tour de Gives.
- Exposition "Quanta", Taipéi, Taïwan.
- Exposition personnelle, Galerie "Saint-Luc", Liège.
- Débat "Rencontres": "Where we are with photography ?", Manifesta 2, Luxembourg.
- Publication, avec "Quanta", dans "Arts Croisés",  revue artistique, bimestrielle, Aix/P.
- Publication, avec "Quanta", dans Photodom, revue photographique, Taîwan, 1998/10.
- Exposition collective, avec la "Mostée", salon "Initiatives", Liège.
- Exposition collective, biennale, Galerie "Beeld & Aambeeld", Enschede, Pays-Bas.
- Exposition collective, l' "Art pour tous", Galerie du Forum, Toulouse.
- Exposition collective, "Quanta", ancienne église Saint-André, Liège.
- Exposition collective, avec la Galerie du Forum, Galerie "Vrais Rêves", Lyon.
- Avec la "Mostée", " Lineart", foire d'Art Contemporain, Gand.

1999
- Avec  la "Mostée", Galerie "Graf", Heidelberg.
- Exposition "Quanta", Galerie "Art Home",  Oupeye.
- Exposition  collective, "Images Imprimées", Centre Culturel, Marchin.
- Avec la "Mostée", Galerie "Acontus", Madrid.
- Exposition personnelle, Galerie du "Forum", Toulouse.
- Avec la "Mostée", "Art Jonction", Nice.
- Exposition collective : "D'une principauté rayonnante à une province créatrice", Liège.
- Avec la "Mostée", "Libr'art", Libramont.
- Avec "Quanta", Biennale de la photographie, Liège.
- Avec la "Mostée", Château d'Oupeye.
- Avec la "Mostée", "Lineart", foire d'Art Contemporain, Gand.
- Publication dans "Histoire d'œufs", de Michèle Auer, éd. "Ides et Calendes », Neuchâtel.

2000
- Avec "Signum", exposition collective, Galerie "40", Temse.
- Avec "Signum", exposition collective, Cité des Arts, Paris.
- Avec "Signum", exposition collective, Centre Culturel Roumain, Paris.
- Exposition collective, Galerie "Michel Hanon", Rocourt.
- Avec Michel Hanon, "Art Jonction", Nice.
- Avec "Signum", exposition collective, galerie "La Hune", Paris.
- Exposition personnelle, "Fondation Cluysenaar", Noville-les-Bois.
- Exposition collective "Quanta", galerie "Objetief", Enschede, Pays-Bas.
- "Ombre", livre d'artiste, éditions "Signum", Paris.
- Avec Quanta, exposition collective, "Mois Off", Paris.
- Exposition collective, "Collections", Ancien Carmel, Tarbes.
- Exposition collective, galerie Michel Hanon, Liège.
- Avec Michel Hanon, "Lineart', Gand.

2001
- Exposition personnelle, "Museo Ken Damy", Brescia, Italie.
- Exposition collective, avec Signum,  "Conciergerie", Paris.
- Exposition collective, avec Quanta, Galerie "Vrais Rêves", Lyon.
- Exposition collective, avec Signum, Centre culturel, Herk-de-Stad.
- Signature de "Ombre", à la "Hune-Brenner", Paris.
- Exposition collective, avec Signum, "Marché de la poésie", Paris.
- Exposition collective, "Il rapimento d'Europa", avec "Signum', "Palazzo Corre",      Venise.
- Exposition collective, avec "Vrais Rêves", Hôtel du Musée, Arles.
- Exposition collective, "Marché du Livre", Mariemont.
- Exposition collective, avec Signum, "Enlèvement d'Europe", Centre culturel de Huy.
- Exposition collective, avec Signum, "Page",  Paris.

2002
- Exposition collective, "Le printemps des poètes", Maison de la Poésie, Amay.
- Exposition collective, avec Signum, "Conciergerie", Paris.
- Exposition collective, "Contre la Pauvreté", Centre Culturel, Huy.
- Exposition collective, "Druksel" avec Signum, Musée d'Art Moderne, Gand.
- Exposition collective, Caractère", la Madeleine, Bruxelles.
- Exposition conjointe, Galerie "Mosseri", Arles, France.
- Exposition collective, "De l'art dans l'air", Galerie Liehrmann, Liège.
- Exposition personnelle, Galerie "Ilea", Cluj-Napoca, Roumanie.
- Exposition personnelle, Galerie" Durnholz", Eupen.
- Exposition collective, avec Quanta, "Quinzaine photographique nantaise".
- Exposition collective, Château d'Oupeye.
- Expositions collectives, simultanées, avec "Quanta" :
- Centre Culturel de Huy et Centre Wallon d'Art Contemporain "La Chataigneraie"
- Exposition conjointe, Galerie "Métaphore", Tilf.

2003
- Exposition personnelle, Galerie d'Art Contemporain, Mourenx.
- Exposition collective, avec Quanta, "Scène Nationale", Niort.
- Exposition collective, avec Quanta, Centre Culturel "Agora", Liège.
- Exposition collective, avec Signum, Librairie « Les Arcades », Paris.
- Exposition collective, avec Quanta, Centre Culturel de Lanrodec, Bretagne.
- Exposition collective, avec Signum, « Mini-Presse », Musée Gutenberg, Mainz
- Exposition collective, avec Signum, « Marché de la poésie », Paris.
- Exposition collective, avec Quanta, « 448 », Liège.
- Exposition collective, « Papier als … »  Centre Culturel de Hasselt.
- Exposition collective, « Megalopaul », Art Home, Oupeye.

2004
- Exposition collective, “Regards Irréguliers”, salle “Allende”, U.L.B.
- Avec Quanta, Galerie  « Ars Lineandi » biennale de la Photo, Liège.
- Exposition collective, « De page en page »,  Maison des Métiers d’Art, Liège.
- Exposition collective, avec Transignum, « Druksel », Gant.
- Exposition conjointe, « Racines et Ecorces »,  Centre culturel, Rochefort.
- Exposition collective, avec Transignum, Librairie « Les Arcades », Paris.
- Exposition personnelle, Centre culturel de Wégimont.
- Exposition collective, « Art et Bijoux », Galerie Lierhmann, Liège.
- Exposition collective, avec Transignum, Marché de la poésie, Paris.
- Exposition personnelle, Galerie « UAP », Baia Mare, Roumanie.
- Exposition conjointe, galerie « Confluence », Nantes.
- Exposition conjointe, galerie « Art Mony », Fexhe-Slins.
- Exposition collective, Galerie « UAP », Baia Mare, Roumanie .

2005
- Exposition personnelle, Galerie « Focale », Angers.
- Exposition collective, « l’Art dans l’œuf »,  Galerie Lierhmann, Liège.
- Avec Transignum, « Espace MD », Paris.
- Exposition collective, « Œufs sans scrupules », Rebecq.
- Avec Transignum, Musée de la littérature, Paris.
- Avec Transignum, Centre culturel français, Bucarest.
- Exposition collective, « Alphabet », les Chiroux, Liège.
- Exposition collective, « Mobil’Art »  Val Saint Lambert, Seraing.
- Exposition collective, « Clics sur l’Europe », Centre Culturel, Rebecq.
- Exposition personnelle, FotoArtFestival, Bielsko-Biała (Pologne).
- Exposition collective, « Rêves d’ombres », Centre Georges-Pompidou, Paris.

- Exposition collective,  « Momalli’art 2005 », momalle.
- Exposition conjointe, galerie « Doutreloux », Chênée.
- Exposition collective, avec Quanta, (hommage à R. Castro), galerie « Extrapole ».

- Hommage à Roland Castro lors de la biennale de poésie au Palais des Congrès de Liège (livres d’artistes aux éd. Signum).
- Exposition conjointe avec le sculpteur roumain Vladimir Kazan en la galerie Doutreloux à Chênée (Liège).
- Exposition collective du groupe Quanta en hommage à Roland Castro à la galerie « Extrapole » à  Liège.
- Hommage à Roland Castro à l’exposition du photoclub (salle du coude à coude à Neupré) à laquelle il était chaque année conférencier.
- Exposition – vente collective « L’art pour la vie » au château de Jehay-Bodegnée.
- Symposium de sculpture à Comblain avec le groupe Quanta sur le thème de la pierre.

- Exposition personnelle en hommage à la galerie Saint-Luc à l’école des Beaux-Arts de Liège.
- Exposition : Biennale de la photographie à Liège (février 2008)